# Tafí Viejo (Tucumán)
Tafí Viejo is een plaats in het Argentijnse bestuurlijke gebied Tafí Viejo in de provincie  Tucumán. De plaats telt 48.459 inwoners.